# Taylah Preston
Taylah Preston (Perth, 27 ottobre 2005) è una tennista australiana.

## Biografia

### Origini
Taylah ha iniziato a giocare a tennis all'età di quattro anni al Greenwood Tennis Club, venendo allenata da Glen Popovsky. Successivamente viene seguita da Brad Dyer alla Next Step Tennis Academy. Il suo colpo migliore è il rovescio, ama competere, e sogna di vincere un torneo del Grand Slam e di diventare la numero uno del mondo.
Suo padre, Greg, è uno costruttore di barche, mentre sua madre, Sarah, è una contabile. Ha una sorella minore, Chloe. Se non fosse diventata una tennista, le sarebbe piaciuto lavorare con gli animali. Non ha nessun tennista preferito, dicendo di preferire delle cose di alcuni di loro. Definisce i suoi genitori, per i loro sacrifici, ed Ashleigh Barty, per quello che ha conquistato restando umile, come i suoi modelli da seguire. Il suo cibo preferito è il sushi.

### Carriera
Taylah Preston ha fatto il suo debutto al Melbourne Summer Set 2022 grazie ad una wild-card nelle qualificazioni, dove al primo turno sconfigge a sorpresa l'ex numero 5 del mondo Sara Errani, venendo poi sconfitta al turno finale dalla connazionale Destanee Aiava.
Ha partecipato anche alle qualificazioni dell'Australian Open 2022, dove ottiene un'altra vittoria a sorpresa contro la giapponese Kurumi Nara, uscendo poi di scena al turno successivo dalla coreana Jang Su-jeong, non riuscendo a racimolare nessun game.

## Circuito WTA 125

### Singolare

#### Sconfitte (1)
| N. | Data             | Torneo                                | Superficie | Avversaria in finale | Punteggio     |
| 1. | 25 febbraio 2024 | Puerto Vallarta Open, Puerto Vallarta | Cemento    | McCartney Kessler    | 7-5, 3-6, 0-6 |

### Doppio

#### Vittorie (1)
| N. | Data             | Torneo                     | Superficie | Compagna   | Avversarie in finale                  | Punteggio |
| 1. | 15 febbraio 2025 | Cancún Tennis Open, Cancún | Cemento    | Maya Joint | Aliona Bolsova Yvonne Cavallé Reimers | 6-4, 6-3  |

## Statistiche ITF

### Singolare

#### Vittorie (4)
| Torneo $100.000 (0) |
| Torneo $80.000 (0)  |
| Torneo $60.000 (1)  |
| Torneo $40.000 (0)  |
| Torneo $25.000 (3)  |
| Torneo $15.000 (0)  |

| N. | Data              | Torneo                                      | Superficie | Avversaria in finale | Punteggio        |
| 1. | 28 maggio 2023    | Magic Tours, Monastir                       | Cemento    | Gabriela Knutson     | 3-6, 7-6(5), 6-3 |
| 2. | 24 settembre 2023 | Perth Tennis International, Perth           | Cemento    | Talia Gibson         | 7-5, 6-1         |
| 3. | 15 ottobre 2023   | Cairns Tennis International, Cairns         | Cemento    | Yuki Naito           | 6-4, 6-4         |
| 4. | 26 novembre 2023  | Brisbane QTC Tennis International, Brisbane | Cemento    | Dar'ja Astachova     | 6-3, 6-4         |

#### Sconfitte (2)
| Torneo $100.000 (0) |
| Torneo $80.000 (0)  |
| Torneo $60.000 (1)  |
| Torneo $40.000 (0)  |
| Torneo $25.000 (1)  |
| Torneo $15.000 (0)  |

| N. | Data            | Torneo                               | Superficie | Avversaria in finale | Punteggio   |
| 1. | 7 maggio 2023   | GB Pro Series Nottingham, Nottingham | Cemento    | Harriet Dart         | 0-6, 2-6    |
| 2. | 3 novembre 2024 | NSW Open, Sydney                     | Cemento    | Emerson Jones        | 4-6, 6(3)-7 |

### Doppio

#### Vittorie (2)
| Torneo $100.000 (0) |
| Torneo $80.000 (0)  |
| Torneo $60.000 (1)  |
| Torneo $40.000 (0)  |
| Torneo $25.000 (1)  |
| Torneo $15.000 (0)  |

| N. | Data            | Torneo                              | Superficie | Compagna        | Avversarie in finale           | Punteggio        |
| 1. | 14 ottobre 2023 | Cairns Tennis International, Cairns | Cemento    | Destanee Aiava  | Roisin Gilheany Alicia Smith   | 7-6(5), 7-5      |
| 2. | 3 novembre 2024 | NSW Open, Sydney                    | Cemento    | Lizette Cabrera | Destanee Aiava Maddison Inglis | 6-1, 3-6, [10-8] |

#### Sconfitte (4)
| Torneo $100.000 (0) |
| Torneo $80.000 (0)  |
| Torneo $60.000 (2)  |
| Torneo $40.000 (0)  |
| Torneo $25.000 (2)  |
| Torneo $15.000 (0)  |

| N. | Data              | Torneo                                                   | Superficie | Compagna        | Avversarie in finale           | Punteggio        |
| 1. | 15 ottobre 2022   | Cairns Tennis International, Cairns                      | Cemento    | Alana Parnaby   | Talia Gibson Petra Hule        | 1-6, 4-6         |
| 2. | 23 settembre 2023 | Perth Tennis International, Perth                        | Cemento    | Talia Gibson    | Destanee Aiava Maddison Inglis | 3-6, 6(3)-7      |
| 3. | 26 ottobre 2024   | City of Playford Tennis International, Città di Playford | Cemento    | Lizette Cabrera | Alexandra Bozovic Petra Hule   | 4-6, 3-6         |
| 4. | 1º febbraio 2025  | Brisbane QTC Tennis International, Brisbane              | Cemento    | Lizette Cabrera | Petra Hule Elena Micic         | 6-2, 2-6, [6-10] |